# Joseph Casier
Joseph Casier (Gent, 31 maart 1852 - aldaar, 15 december 1925) was een Belgische ondernemer in de textielindustrie en glazenier, fotograaf en politicus. Hij was ook een van de directeurs van de wereldtentoonstelling van 1913 in Gent.

## Leven
Joseph Casier was de zoon van Desiré Casier (° 1824, † 1914) en Léonie-Henriette Le Grand (° 1825, † 1899).
Joseph groeide zorgeloos op in een gegoed katholiek gezin dat hem tal van voordelen verschafte: opvoeding, huisonderwijs en nadien klassieke humaniora aan het Sint-Barbaracollege in Gent.
Volwassen, vanaf de leeftijd van 18 jaar (1870), studeerde hij te Namen aan het Collège Notre-Dame de la Paix waar hij het diploma behaalde van kandidaat in de Wijsbegeerte en de Letteren. Vanaf de leeftijd van 21 jaar (1873) studeerde hij aan de Katholieke Universiteit te Leuven. Daar bekwam hij het diploma van doctor in de rechten.
Na het beëindigen van zijn studiën kreeg hij een betrekking in het familiebedrijf Casier Frères en in 1877 werd Joseph lid van de Gilde van Sint-Thomas en Sint-Lucas.
Spoedig daarna, in april 1878, trad hij in het huwelijk met Henriette Leirens uit Aalst die vier jaar jonger was dan hijzelf maar een zwakke gezondheid had. Uit deze verbintenis kwamen tussen 1879 en 1886 vier kinderen voort: Léon, Fernand, Marie-Josèphe en Pierre. Daarvan stierven er twee  vroegtijdig:
- het eerstgeboren zoontje, Leon (° 1879), stierf aan een ernstige ziekte in 1882;
- het jongste zoontje, Pierre, dat slechts enkele maanden leefde, overleed in 1886.

Ook de echtgenote van Joseph Casier viel zeer vroeg weg: korte tijd na de geboorte van Pierre (1886) gaf zij de geest.
De enige dochter, Marie-Josèphe, overleed op 25-jarige leeftijd († 1908).
In weerwil van zijn gevorderde leeftijd bleef hij tot zijn dood actief als lid van het gemeentebestuur en als glazenier.
Op dinsdag, 15 december 1925, na vier maanden bedlegerigheid, overleed hij.

## Tewerkstelling in de textielindustrie
Nadat hij gedurende vier jaren tewerkgesteld was bij zijn vader Desiré en zijn oom Jean (Casier Frères), verloor hij in 1882 zijn werk ingevolge onenigheid tussen beide zaakvoerders.
Op aandringen van zijn schoonmoeder, mevrouw Eliaert, aanvaardde hij dan een betrekking in het bedrijf Usines Eliaert-Cools waarmede zijzelf familiale banden had. Dit had tot gevolg dat hij om den brode dagelijks per trein heen en terug van zijn woonplaats te Gent (Twee Bruggenstraat 3) naar de fabriek te Aalst diende te reizen.
In 1895 verliet hij deze onderneming die inmiddels met andere gefusioneerd was.

## Politieke carrière
Zijn onderricht, kunde en kennissenkring maakten dat hij goed geplaatst was om in het politieke leven te stappen: hij stelt zich verkiesbaar en in 1895 werd hij verkozen tot  gemeenteraadslid. In de gemeenteraad heeft hij een belangrijke invloed op het beleid inzake monumentenzorg en musea. Ook werd hij omstreeks die tijd aangesteld als schatbewaarder van het Gilde van Sint-Thomas en Sint-Lucas.

## Overname atelier glasschilderkunst
In 1858 richtte Jean-Baptiste Charles de Bethune in Gent een atelier voor glasschilderskunst op. Arthur Verhaegen nam de zakelijke leiding in 1876 over, hoewel Bethune tot zijn dood in 1894 als ontwerper actief bleef. In 1895 verkocht Verhaegen het gerenommeerd bedrijf aan Joseph Casier. Alhoewel de productie van glas-in-loodramen over haar hoogtepunt was, gaf hij door zijn bekwaamheid aan dit bedrijf een nieuw elan.

### Werken (Selectie)

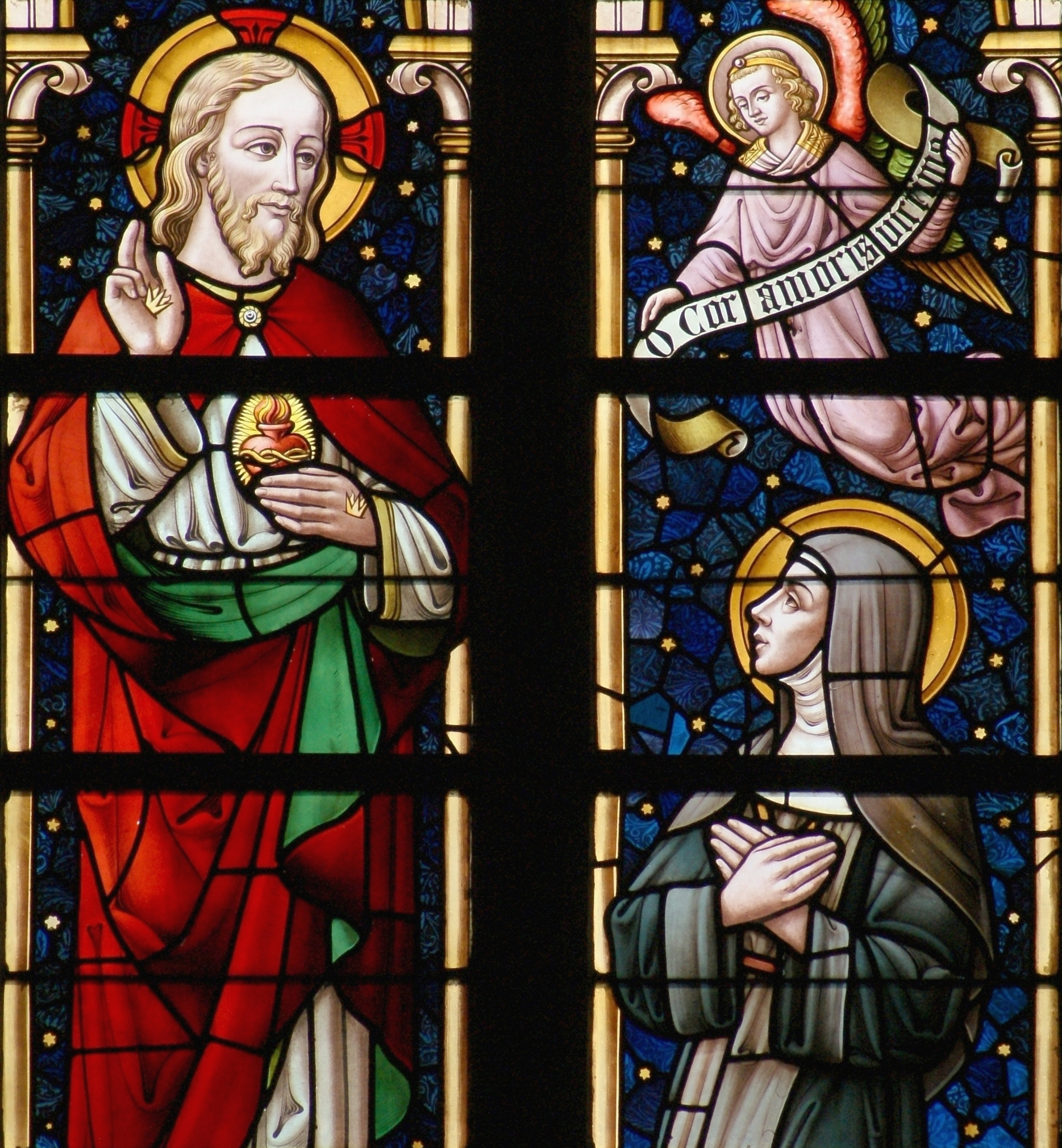
Detail van een glas-in-loodraam in het hoogkoor van de Onze-Lieve-Vrouw van Bijstandkerk (Aalst), vervaardigd door Joseph Casier.

Joseph Casier leverde glas-in-loodramen voor de volgende kerken en kloosters:

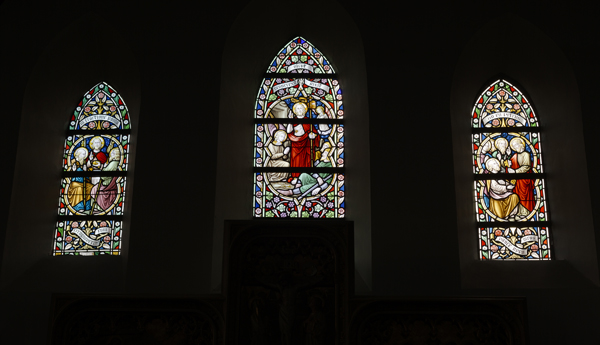
Glas-in-loodramen, Sint-Denijs-Boekel

- Sint-Hermesbasiliek, Ronse (1886-1913)
- Église Notre-Dame (Momalle) (1889 ► 1899)
- Sint-Martinusbasiliek (Halle) (1891 ► 1908)
- Onze-Lieve-Vrouwekerk (Aarschot) (Kardinaal Mercierstraat) (1896-1897)
- Sint-Vincentiuskerk (Eeklo) (1897)
- Sint-Germanuskerk (Tienen) (1897-1898)
- Sint-Maartenkerk (Kortrijk) (~ 1900)
- St-Donat (Aarlen) (1900)
- St-Pietersbandenkerk (Welle) (1900 - 1901)
- Onze-Lieve-Vrouw Geboortekerk (Mariakerke) (1900 ► 1903)
- Église Notre-Dame du Carmel (Libin) (1901)
- St-Denijskerk (Sint-Dionysiuskerk) (Sint-Denijs-Boekel) (Zwalm) (1903)
- Église St-Antoine de Padoue (Namen) (1906)
- Sint-Martinuskerk (Aalst) (1906 ► 1908)
- Sint-Salvatorkerk (Gent) (Heilige Kerstkerk) (1909-...)
- Rustoord St-Jozef (klooster) (Lembeke) (Kaprijke) (1910)
- Sint-Pietersbandenkerk (Uitbergen) (Berlare) (1911)
- Sint-Baafskathedraal (Gent) (1918-1919)
- Sint-Niklaas- & Sint-Katharinakerk (Diksmuide) (1923)
- St-Appoloniakerk (Appels) (Dendermonde)
- Église St-Pierre (Antoing)
- Sint-Hilariuskerk (Bierbeek) (Dorpscentrum)
- Sint-Jozefskerk (Gent)
- Klooster van de Zusters van Liefde (Molenaarstraat 24, Gent)
- Sint-Laurentiuskerk (Lokeren)
- OLV Tenhemelopneming (OLV Hemelvaartkerk) (Oudegem) (Dendermonde)
- Onze-Lieve-Vrouw van Bijstandkerk (Aalst)

## Wereldtentoonstelling 1913 in Gent
De kroon op zijn werk is de benoeming als een van de directeurs van de wereldtentoonstelling in 1913. Hij vertegenwoordigde er de katholieke zuil. Hij houdt zich vooral met de kunstafdeling bezig. 
Hij is ook een van de drijvende krachten achter de historische reconstructie van "Oud Vlaendren"  die een orgelpunt was van het werk van de Sint-Lucasbeweging als uiting van Christelijke en nationale kunst.

## Fotografie
Joseph Casier was een zeer actieve fotograaf. Hij heeft oog voor het landelijke leven en schilderachtige hoekjes in de stad. Anderzijds maakt hij architectuurfoto's tijdens zijn talrijke reizen. 
Het KADOC is in het bezit van duizenden glasnegatieven en foto's. 